# Перелік осіб, які створюють загрозу нацбезпеці України
Перелік осіб, які створюють загрозу нацбезпеці України (неформально згадується в українських ЗМІ як Чо́рний спи́сок Міністе́рства культу́ри Украї́ни) — список осіб, які створюють загрозу національній безпеці України, складений Міністерством культури України на підставі звернень СБУ, РНБО чи Нацради ТБ та радіо (хоча де-факто цей список оновлюється лише за зверненнями з СБУ, оскільки з 2015 року, коли Перелік було створено, ні РНБО ні Нацрада з ТБ та радіо не подали жодного імені до Мінкульту для оновлення переліку).
Перебування особи в цьому списку означає введення в дію проти неї певних обмежень. Так закон України «Про внесення змін до деяких законів України щодо захисту інформаційного телерадіопростору України», наприклад, вніс зміни до Закону «Про кінематографію». Ними передбачено, що Держкіно відмовляє у видачі державного посвідчення або припиняє дію вже виданого посвідчення на право розповсюдження і демонстрування фільмів, коли одним з учасників такого фільму є фізична особа, включена до «Переліку осіб, які створюють загрозу національній безпеці України».
| «Телерадіоорганізаціям заборонено здійснювати трансляції аудіовізуальних творів (фільмів, телепередач, крім інформаційних та інформаційно-аналітичних телепередач), одним із учасників яких є особа, внесена до Переліку осіб, які створюють загрозу національній безпеці. При цьому учасником аудіовізуального твору вважається фізична особа, яка брала участь у його створенні під власним ім'ям (псевдонімом) або як виконавець будь-якої ролі, виконавець музичного твору, що використовується в аудіовізуальному творі, автор сценарію та/або текстів чи діалогів, режисер-постановник, продюсер».[4] |
Відповідно до цього переліку, Держкіно створило список відеопродукції, забороненої в Україні та постійно його оновлює.
Крім того, до Верховної Ради України було внесено і 5 жовтня 2017 року проголосовано (підтримали 232 народні депутати, «проти» та «утримався» — по 1 депутату та 96 депутатів не голосувало) законопроєкт № 6682 про гастрольні заходи в Україні (про особливості організації та проведення гастрольних заходів в Україні з участю громадян країни-агресора), згідно з яким виконавці з Російської Федерації зможуть гастролювати в Україні тільки після узгодження своїх гастролей з СБУ. Законом, зокрема, передбачено:

| «забороняється проведення гастрольного заходу, учасником якого є особа, внесена до Переліку осіб, які створюють загрозу національній безпеці, оприлюдненого на вебсайті центрального органу виконавчої влади, який забезпечує формування державної політики у сферах культури і мистецтв.» |
Після повномасштабного вторгнення Росії в Україну 2022 року цей список було розширено, див. Список осіб, до яких застосовано санкції через російську агресію проти України (2022).

## Історія

### Історія виникнення переліку
8 липня 2015 року активісти руху «Відсіч» провели театралізовану акцію під будівлею Міністерства культури України з вимогою заборонити будь-яку трансляцію фільмів, пісень, передач, шоу та іншого контенту з участю «артистів-рашистів». Молоді люди передали список з 568-ми російськими артистами і телезірками, які, на думку активістів, мають бути заборонені. За даними Міністерства культури України перелік містив 567 осіб. Цього ж дня, 8 липня 2015 року, Міністерство культури України направило до Міністерства закордонних справ України та Служби безпеки України список з уточненими даними про 117 діячів культури Російської Федерації, які публічно підтримали антиукраїнську військову агресію на Сході України, анексію Криму, висловлювали заперечення державного суверенітету та незалежності України і щодо яких пропонувалося застосувати обмежувальні заходи відповідно до Закону України «Про санкції», прийнятого Верховною Радою України у 2014 році.
Ознайомившись зі списком 117 осіб який склали активісту руху «Відсіч» наданим Мінкультури України, 7 серпня 2015 року СБУ надала Міністерству культури України список з 14 осіб, дії яких згідно з даними СБУ створюють загрозу національній безпеці України. 8 серпня 2015 року Міністерство культури України оприлюднило цей перелік. Більшість з фігурантів цього списку були вже оголошені в Україні персонами нон грата.
У грудні 2016 року, коментуючи «чорні списки» митців, які порушили закони України та створюють загрозу нацбезпеці України, тодішній Віце-прем'єр-міністр України з гуманітарних питань В'ячеслав Кириленко заявив: … ці списки — не догма, а раптом якийсь умовний Йосип Кобзон перегляне свою позицію, і скаже, що «Крим — це Україна, що Росія повинна негайно вивести окупаційні війська із частини Донбасу. І Росія повинна згадати про свої гарантії як підписанта Будапештського протоколу. І більше ніколи не вдаватися до жодної збройної агресії щодо жодної країни. Проти України в першу чергу». Якщо такі діячі культури в Росії знайдуться, зокрема співаки, звісно, що вони вилетять автоматично із «чорних списків», і забудуть про свої попередні неправильні думки, як про страшний сон. Згодом у квітні 2017 року, згадуючи ці ж самі «чорні списки» митців та зокрема коментуючи потрапляння до списку тих митців які підписали «заяву діячів культури на підтримку дій Путіна в Україні та Криму», тодішній Міністр культури України Євген Нищук зізнався, що до цих поспіхом складених списків деякі представники творчої інтелігенції Росії потрапили випадково та заявив: Зараз у нас створена міжвідомча комісія, де за участю представників СБУ, працівників Нацради з питань телебачення і радіомовлення, професіоналів, експертів, представників медіакомпаній, в якій іде перегляд тих списків (російських артистів — Ред.), які ще з тих часів, коли вони «скопом» пішли, де, ви знаєте, спочатку був той, хто підписався, а підписалися… Ну ви знаєте, як там було. Після того можливо він нічого не говорив і їх (списки — Ред.) очевидно необхідно переглядати".

### Хронологія внесення осіб до переліку
8 серпня 2015 року Міністерство культури України отримало список з 14 осіб, дії яких згідно з даними СБУ створюють загрозу національній безпеці України, й згідно з цим списком створили Перелік осіб, які створюють загрозу нацбезпеці України.
6 жовтня 2015 року список доповнили ще 26 особами, довівши загальну кількість осіб у списку до 40 осіб (У ЗМІ інформація про це з'явилася лише 25 жовтня 2015 року). Згодом, 24 грудня 2015 до списку додали ще 43 особи, відтак загальний перелік зріс до 83-х персон.
Згодом список доповнили ще 6 особами, довівши загальну кількість осіб у списку до 89 осіб. Зокрема Яна Цапника додали 30 грудня 2016 року, Віктора Каліну — 15 травня 2017 року трійко Дениса Майданова, Заріфу Мгоян (Зара) та Сергія Трофімова (Трофім) — 18 травня 2017 року а Олександра Панкратова-Чорного — 22 червня 2017 року.
20 вересня 2017 року оприлюднено наказ № 921 Міністерства культури України «Про доповнення (оновлення) переліку осіб, які створюють загрозу національній безпеці…», в котрому міністр культури наказав доповнити перелік 27 особами; на практиці, насправді список був доповнений лише 23 особами, серед решти чотирьох — троє вже були додані до списку в минулому (Ірина Богачова та Станіслав П'єха ще 6 жовтня 2015, а Василь Лановий ще 24 грудня 2015), а одну особу, актора Валерія Юріна, так тоді й не додали до списку опублікованому на сайті Мінкультури. Відповідно загальний список зріс на 23 особи до 112 персон.
6 та 28 листопада 2017 року до Переліку було додано 2 особи: В'ячеслава Машнова та Федора Добронравова. Загальний список зріс до 114 персон.
15 січня 2018 року оприлюднено наказ № 55 МКУ «Про доповнення (оновлення) переліку осіб, які створюють загрозу національній безпеці…», в котрому доповнено перелік 4 особами, зокрема до переліку потрапили російські співаки Дмитро Фомін (екс-соліст гурту HI-FI) та Василь Вакуленко (псевдо «Баста»), російський кінорежисер Микита Міхалков та білоруський телеведучий Дмитро Шепелєв. Загальний список зріс до 118 персон.
30 січня 2018 року наказ № 86 МКУ поповнив Перелік ще двома особами, це Володимир Меньшов та Ілля Резнік. Таким чином загальний список зріс до 120 осіб.
1 лютого 2018 року наказом МКУ № 93 до Переліку потрапили ще 4 особи, а саме: Єгор Барінов, Євген Бакалов, Олександр Фісенко та Олександр Якимчук. Загальний список зріс до 124 персон.
6 березня 2018 року згідно з наказом № 184 МКУ Перелік поповнили ще 7 осіб, в оновлений список ввійшли Олександр Баширов, Олександр Буйнов, Лариса Доліна, Олексій Долматов, Олександр Міньков, Аліса Фрейндліх та Вікторія Циганова.. Загальний список зріс до 131 персони.
Згодом стало відомо, що 24 травня 2018 року до переліку потрапила ще одна особа, Ренат Давлетьяров. А 6 червня 2018 року — ще дві особи, а саме Василь Сахаров та Максим Щоголєв. Загальний список зріс до 134 персон.
Наприкінці серпня 2018 року стало відомо що до переліку потрапило ще чотири особи, яких додали 15 серпня 2018 року: письменники Лев Вершинін, Захар Прилєпін, Олександр Тамоніков та Олександр Широкорад. Загальний список зріс до 138 персон.
У вересні 2018 року стало відомо що до переліку потрапило ще чотири особи, яких додали 20 вересня 2018 року: філософ, ідеолог євроазійства та російського фашизму Олександр Дугін, журналіст та політолог Ростислав Іщенко, письменники Михайло Полікарпов та Анатолій Терещенко. Загальний список зріс до 142 персон.
У жовтні 2018 року стало відомо що до переліку потрапило ще дві особи, яких додали 22 жовтня 2018 року: актори Леонід Ярмольник та Ірина Алфьорова. Загальний список зріс до 144 персон.
У грудні 2018 року стало відомо що до переліку потрапило ще одна особа, яку додали 10 грудня 2018 року: актора та режисера Мікеле Плачідо. Загальний список зріс до 145 персон.
У період між груднем 2018 року та січнем 2019 року Міністерства культури України нарешті оновили перелік та додали до нього співака та актора Валерія Юріна якого наказом Мінкульту за наказом № 921 мали додати до списку ще 27 вересня 2017, але цього не було зроблено аж дотепер. Загальний список зріс до 146 персон.
6 березня 2019 року МКУ оновили перелік та додали до нього італійського співака-русофіла Альбано Карріззі. Загальний список зріс до 147 персон.
21 березня 2019 року МКУ оновили перелік та додали до нього російську акторку, телеведучу та коміка Катерину Варнаву. Загальний список зріс до 148 персон.
14 червня 2019 року зі списку вилучили російського актора Федіра Добронравова. Загальний список знизився до 147 персон.
9 жовтня 2019 року оновили перелік та додали до нього чотирьох російських митців Анатолія Фалинського, Марію Перн, Юрія Міронцева та Наталю Колоскову. Загальний список зріс до 151 персони.
17 жовтня 2019 року зі списку вилучили італійського співака-русофіла Альбано Карріззі. Загальний список знизився до 150 персон.
17 січня 2020 року наказом Мінкультмолодьспорту до переліку внесено Ларису Надиктову, Яну Павлову, та Діану Теркулову. Загальний список виріс до 153 персон.
13 та 25 лютого 2020 року наказом МКМС до переліку внесено Валерія Сюткіна та Бориса Щербакова. Загальний список виріс до 155 персон.
18 березня 2020 року МКМС опублікував наказ про вилучення зі списку російської акторки Катерини Варнави за поданням з СБУ; згодом в СБУ пояснили що Варнаві було дозволено в'їзд в Україну, бо термін заборони закінчився (насправді, заборона мала діяти з 2017 до 2022 року). Загальний список знизився до 154 персон.
8 травня 2020 року наказом Мінкультінформполітики до переліку внесено Анастасію Тодорову. Загальний список виріс до 155 персон.
16 вересня 2020 року МКІП опублікував наказ про оновлення переліку та вилучення з нього Василя Вакуленка (псевдо «Баста»). Загальний список зменшився до 154 персон.
16 листопада 2020 року наказом МКІП до переліку внесено Павла Трубінера. Загальний список виріс до 155 персон.
19 листопада 2020 року наказом МКІП до переліку внесено Максима Фадєєва. Загальний список виріс до 156 персон.
22 грудня 2020 року наказом МКІП до переліку внесено Олексія Гуськова. Загальний список виріс до 157 персон.
25 січня 2021 року наказом МКІП до переліку внесено Альону Апіну та Юлію Глєбову (псевдо Юлія Беретта). Загальний список виріс до 159 персон.
27 січня 2021 та 29 січня 2021 року наказом МКІП до переліку внесено п'ятьох російських митців: Ольгу Засульську (псевдо Лоя), Дениса Клявера, Ольгу Кормухіну, Ігора Саруханова та Марка Тішмана. Загальний список виріс до 164 персон.
22 червня 2021 року до переліку додали російського співака Філіпа Кіркорова; загальний список виріс до 201 персони, проте вже через три дні Філіпа Кіркорова з цього списку вилучили, таким чином кількість осіб у списку повернулась до 200.
1 липня 2021 року до переліку осіб додано російського спортивного коментатора Дмитра Губернієва, а оновлений список склав 204 особи.
4 листопада 2021 року до переліку осіб додано гумориста та актора Максима Галкіна, оновлений список складається з 208 осіб (22 червня 2022 року виключений зі списку).
18 лютого 2022 до переліку осіб було внесено телеведучого та пропагандиста Дмитра Кисельова, а 25 березня 2022 був доданний російський пропагандист Володимир Соловйов. На 25 березня 2022 список налічував 210 осіб.

## Спроба скасувати перелік

### Спроба партії «Опозиційний Блок» скасувати перелік
30 грудня 2015 року Окружний адміністративний суд міста Києва (ОАСК), на підставі заяви політичної партії «Опозиційний блок» (Оппоблок це ребрендова у 2014 році назва «Партія регіонів», згодом у 2019 році партія повторно ребрендувалася у ОПЗЖ), відкрив провадження № 826/28278/15 проти Міністерства культури України щодо оскарження списку діячів культури, що загрожують національній безпеці України. У січні 2016 року стало відомо, що суд зобов'язав Міністерство культури України надати на розгляд ОАСК актуальний Перелік осіб, які становлять загрозу для національної безпеки України, а також копії матеріалів, на підставі яких особи включалися в цей список. Згодом також стало відомо, що засідання Окружного адміністративного суду міста Києва у цій справі було перенесено з 10 лютого 2016 року на 16 березня 2016 року у зв'язку із перебуванням судді, який входить до складу колегії, на лікарняному.
У відповідь на спробу Опозиційного Блоку скасувати перелік, у січні 2016 року українські митці та активісти виступили проти оскарження та за повну заборону російського медіапродукту в Україні. У лютому 2016 року заступник міністра культури України Ростислав Карандєєв, запевнив, що перелік осіб, які створюють загрозу нацбезпеці України не буде скасовано або скорочено й що, можливо, перелік буде навіть розширено.

### Спроба партії «Слуга народу» скасувати перелік
У січні 2020 року депутати від партії «Слуга народу» подали проєкт закону «Про медіа», згідно з яким список митців, які створюють загрозу нацбезпеці України фактично зникне.
У відповідь на такі дії правлячої партії представники української громадськості провели ряд публічних акцій у січні-червні 2020 року де виступили зі зверненням до влади Зеленського, у якому вимагають не скасовувати чинний перелік осіб, які створюють загрозу національній безпеці.

## Впровадження: відеопродукція, заборонена в Україні
Наприкінці 2014 року Держкіно ухвалило рішення створити Список відеопродукції, забороненої в Україні, куди потрапляє будь-який аудіовізуальний твір (фільми, телесеріали тощо) якому Держкіно відмовило у наданні прокатного посвідчення для телепоказу. Другого грудня 2015 року Кабінет Міністрів України своєю постановою № 1143 затвердив нові поправки у «Положення про державне посвідчення на право розповсюдження і демонстрування фільмів», згідно з якими підставою для заборони прокату аудіовізуального твору відтепер також є: 1) наявність в аудіовізуальному творі «популяризації, агітації, пропаганди тощо будь-яких дій правоохоронних органів, збройних сил, інших збройних, військових чи силових формувань держави-окупанта» (обставини, передбачені частинами першою — третьою статті 15-1 Закону України «Про кінематографію»), 2) попадання одного з учасників відповідного аудіовізуального твору до «Переліку осіб, які становлять загрозу національній безпеці [України]». Після введення в дію відповідних поправок, Держкіно вносить до списку відеопродукції, забороненої в Україні, усі аудіовізуальні твори, до створення яких причетна особа або особи, які є у переліку осіб, які створюють загрозу нацбезпеці України.
21 вересня 2015 року виконком Луцької міськради заборонив публічне виконання аудіовізуальних творів осіб, що потрапили у відповідний перелік Мінкультури.
5 жовтня 2017 року ВРУ було прийнято закон № 6682 «Про особливості організації та проведення гастрольних заходів в Україні з участю громадян країни-агресора», згідно з яким виконавці з Російської Федерації зможуть гастролювати в Україні тільки після узгодження своїх гастролей з СБУ. Крім того законом передбачено, що «забороняється проведення гастрольного заходу, учасником якого є особа, внесена до переліку осіб, які створюють загрозу національній безпеці, оприлюдненого на вебсайті центрального органу виконавчої влади, який забезпечує формування державної політики у сферах культури і мистецтв».

## Критика невнесення до списку багатьох антиукраїнських митців
Коли у серпні Мінкульт створив першу версію переліку з 14 осіб, тоді ж від керівництва Мінкульту лунали заяви, що в майбутньому список осіб які створюють загрозу нацбезпеці України буде розширюватись і може налічувати більше 500 осіб. На практиці ж, наприкінці 2015 року список продовжував мати всього кілька десят прізвищ, тож 3 грудня 2015 року біля приміщення Служби безпеки України активісти проукраїнського руху «Відсіч» провели театралізовану акцію, якою висловили незадоволення тим, що до санкційного переліку російських артистів потрапило лише 40 осіб замість 600, які за оцінками руху зробили публічні антиукраїнські заяви що підривають суверенітет України.

## Перелік
Станом на квітень 2024 року, створений Міністерством культури України перелік осіб, показ фільмів, серіалів та програм за участю яких тягне за собою адміністративну та іншу відповідальність, включає 215 осіб:
| «Хочу всіх сердечно привітати зі вчорашньою грандіозною подією для нашої країни — територія Криму законно повернулася до Росії. Вчора я сама брала участь і була присутня на підписанні документів за участю Президента РФ.» |

| ні про яку війну на півострові не йдеться, є «елементарне наведення порядку, допомога, про яку просять кримчани». |

| «Я вважаю, що дійсно Крим наш. … Просто страшно собі уявити, що б творилося в Севастополі, особливо після подій в Одесі.» |

## Особи, виключені зі списку
У перші 5 років існування Переліку осіб, які створюють загрозу нацбезпеці України, з 2015 по 2019 рік, з нього не було виключено жодної особи, однак у 2019 році після приходу до влади президента Володимира Зеленського, почалося вилучення з переліку окремих осіб з якими Зеленський мав спільні бізнес інтереси у сфері кінопроєктів. Зокрема. станом на червень 2022 року, відомо про шість випадків виключення з переліку осіб, які створюють загрозу національній безпеці України. Це Федір Добронравов, Каррізі Альбано, Катерина Варнава,, Василь Вакуленко (псевдо «Баста»), Філіп Кіркоров та Максим Галкін.
| № | Прізвище, ім'я, по батькові         | Портрет | Рід занять            | Громадянство | Дата внесення до переліку | Дата вилучення з переліку | Примітки |
| - | ----------------------------------- | ------- | --------------------- | ------------ | ------------------------- | ------------------------- | --- |
| 1 | Добронравов Федір Вікторович        |         | актор                 | РФ           | 28 листопада 2017         | 14 травня 2019            | Незаконно перетнув державний кордон України і відвідав окупований Росією Кримський півострів. Добронравов неодноразово робив антиукраїнські публічні дії та заяви, серед яких, зокрема, побиття двох українців в Талліні у червні 2014 році та публічне підтримання анексії Криму Росією у березні 2014 року. У 2019 році був тимчасово виключений з переліку за зверненням СБУ, ймовірно, через те, що Добронравов був залучений в кінопроєктах президента Зеленського на кшталт серіалу «Свати» (саме офіційний представник Володимира Зеленського на виборах Президента України 2019 року, адвокат Сергій Кальченко, подавався до суду аби Добронравова виключили з переліку). |
| 2 | Каррізі Альбано (Аль Бано)          |         | співак                | Італія       | 6 березня 2019            | 17 жовтня 2019            | Незаконно перетнув державний кордон України і відвідав окупований Росією Кримський півострів. У 2019 році був тимчасово виключений з переліку за зверненням СБУ, ймовірно, на прохання президента Зеленського. |
| 3 | Варнава Катерина Володимирівна      |         | акторка               | РФ           | 21 березня 2019           | 18 березня 2020           | Незаконно перетнула державний кордон України і відвідала окупований Росією Кримський півострів; зокрема у 2016 році, Варнава разом з іншими учасницями Comedy Woman незаконно відвідала окупований Крим, де Comedy Woman брав участь у концерті на якому вони співали пісню про Путіна. У 2019 була тимчасово виключена з переліку за зверненням СБУ, ймовірно, через те, що Варнава була залучена в кінопроєктах президента Зеленського на кшталт фільму «8 перших побачень». |
| 4 | Вакуленко Василь Михайлович (Баста) |         | співак, репер         | РФ           | 16 січня 2018             | 16 вересня 2020           | Незаконно перетнув державний кордон України і відвідав окупований Росією Кримський півострів; зокрема неодноразово виступав з концертами в окупованому Криму у 2014, 2015 тощо роках; брав участь у зйомках фільму «Кє Ди» відзнятого 2016 року в окупованому Росією Криму. Баста неодноразово робив антиукраїнські публічні дії та заяви, серед яких, зокрема, публічні заяви що Революція гідності є «громадянською війною» тощо. У 2020 році був тимчасово виключений з переліку за зверненням СБУ, ймовірно, на прохання президента Зеленського. |
| 5 | Кіркоров Філіп Бедросович           |         | співак                | РФ           | 23 червня 2021            | 25 червня 2021            | Незаконно перетнув державний кордон України і відвідав окупований Росією Кримський півострів; зокрема неодноразово виступав з концертами в окупованому Криму у 2014, 2015 тощо роках. Кіркоров неодноразово робив антиукраїнські публічні дії та заяви, серед яких, зокрема, публічні заяви що окупований Крим є «російським» та публічні висловлювання з виправдовуванням агресивних дії Російської Федерації супроти України. У 2021 році був тимчасово виключений з переліку за зверненням СБУ, ймовірно, через те, що Кіркоров був залучений у кінопроєктах президента Зеленського на кшталт фільму «Кохання у великому місті».                                               |
| 6 | Галкін Максим Олександрович         |         | гуморист, телеведучий | РФ           | 3 листопада 2021          | 22 червня 2022            | Свідомо порушивши державний кордон України, відвідував окупований Росією Крим. У червні 2022 року був виключений з переліку через його неодноразову підтримку України і продовжує кепкувати над російськими пропагандистами. |